# Afropisaura ducis
Espèce
Synonymes
- Pisaura ducis Strand, 1913
- Pisaura camerunensis Roewer, 1955

Afropisaura ducis est une espèce d'araignées aranéomorphes de la famille des Pisauridae.

## Distribution
Cette espèce se rencontre en Afrique de l'Ouest, en Afrique de l'Est, en Afrique centrale et en Afrique du Sud.

## Description
Le mâle holotype mesure 12 mm.
Afropisaura ducis mesure de 12 à 13 mm.

## Systématique et taxinomie
Cette espèce a été décrite sous le protonyme Pisaura ducis par Strand en 1913. Elle est placée dans le genre Afropisaura par Blandin en 1976.
Pisaura camerunensis a été placée en synonymie par Blandin en 1976.

## Publication originale
- Strand, 1913 : « Arachnida. I. » Wissenschaftliche Ergebnisse der Deutschen Zentral-Afrika-Expedition 1907-1908, unter Führung Adolf Friedrichs, Herzogs zu Mecklenburg, Klinkhardt & Biermann, Leipzig, vol. 4, Zool. 2, p. 325-474.